# Championnat du monde junior de rugby à XV 2018
Navigation
Championnat du monde junior 2017 Championnat du monde junior 2019
Le championnat du monde junior de rugby à XV 2018, onzième édition de cette compétition, a lieu du 30 mai au 17 juin 2018 en France.
L'équipe de France s'impose en finale sur le score de 33 à 25 face à l'Angleterre après avoir battu l'équipe tenante du titre, la Nouvelle-Zélande, en demi-finale.

## Équipes participantes et groupes
Les douze équipes nationales juniors qualifiées sont réparties dans les trois groupes suivants :
| Groupe A                 | Groupe B       | Groupe C           |
| ------------------------ | -------------- | ------------------ |
| Nouvelle-Zélande -20 (T) | Angleterre -20 | Afrique du Sud -20 |
| Australie -20            | Écosse -20     | France -20         |
| Pays de Galles -20       | Italie -20     | Irlande -20        |
| Japon -20                | Argentine -20  | Géorgie -20        |

## Stades
| Béziers                  | Perpignan         | Narbonne                       |
| ------------------------ | ----------------- | ------------------------------ |
| Stade de la Méditerranée | Stade Aimé-Giral  | Parc des sports et de l'amitié |
| Capacité : 18 555        | Capacité : 14 593 | Capacité : 12 000              |
|                          |                   |                                |

## Résultats

### Phase de groupes
- Qualifiés pour les demi-finales : les premiers de chaque groupe et le meilleur deuxième ;
- Participants au classement 5 à 8 : les deux moins bons deuxièmes et les deux meilleurs troisièmes ;
- Participants au classement 9 à 12 : le moins bon troisième et tous les quatrièmes.

#### Groupe A
| Rang | Pays                 | J | V | N | D | Bo | Bd | Pm  | Pe  | Diff | Pts |
| ---- | -------------------- | - | - | - | - | -- | -- | --- | --- | ---- | --- |
| 1    | Nouvelle-Zélande -20 | 3 | 3 | 0 | 0 | 2  | 0  | 136 | 28  | +108 | 14  |
| 2    | Pays de Galles -20   | 3 | 2 | 0 | 1 | 0  | 0  | 54  | 80  | -26  | 8   |
| 3    | Australie -20        | 3 | 1 | 0 | 2 | 1  | 1  | 93  | 72  | +21  | 6   |
| 4    | Japon -20            | 3 | 0 | 0 | 3 | 0  | 1  | 36  | 139 | -103 | 1   |

|  | Qualifié pour les demi-finales       |
|  | Qualifié pour le classement de 5 à 8 |
|  | Classement de 9 à 12                 |

| 30 mai 2018 21 h | Nouvelle-Zélande -20 (bo) | 67 - 0 (38 - 0) | Japon -20 | Parc des sports et de l'amitié, Narbonne Arbitre : Andrea Piardi |
| 30 mai 2018 21 h | Essai(s) : 11 Tucker (en) (1re), Fainga'anuku (4e, 19e), Koroi (en) (10e), Sullivan (en) (21e), Christie (38e), Roe (en) (42e), Akau'ola-Laula (53e), Spowart (en) (59e, 61e, 80e) Transformation(s) : 6 Trask (11e, 20e, 23e, 39e, 54e, 60e) | Rapport         |           | Parc des sports et de l'amitié, Narbonne Arbitre : Andrea Piardi |
| 30 mai 2018 21 h | | Rapport         |           | Parc des sports et de l'amitié, Narbonne Arbitre : Andrea Piardi |

| 30 mai 2018 21 h | Australie -20 (bd) | 21 - 26 (11 - 20) | Pays de Galles -20 | Stade de la Méditerranée, Béziers Arbitre : Egon Ryan Seconds |
| 30 mai 2018 21 h | Essai(s) : 2 Hansen (25e), McDermott (77e) Transformation(s) : 1 Lucas (en) (78e) Pénalité(s) : 3 Lonergan (en) (5e, 35e, 49e) | Rapport           | Essai(s) : 2 Nicholas (en) (31e), Goodchild (en) (38e) Transformation(s) : 2 Evans (33e, 39e) Pénalité(s) : 4 Evans (10e, 21e, 43e, 59e) | Stade de la Méditerranée, Béziers Arbitre : Egon Ryan Seconds |
| 30 mai 2018 21 h | | Rapport           | | Stade de la Méditerranée, Béziers Arbitre : Egon Ryan Seconds |

| 3 juin 2018 14 h | Australie -20 (bo) | 54 - 19 (28 - 12) | Japon -20 | Parc des sports et de l'amitié, Narbonne Arbitre : Jamie Nutbrown (en) |
| 3 juin 2018 14 h | Essai(s) : 8 Tupou (en) (4e), Hansen (7e), Wood (en) (30e), Ma'afu (en) (38e), McTaggart (62e), McDermott (65e), Lonergan (en) (68e, 71e) Transformation(s) : 7 Lucas (en) (5e, 8e, 31e, 39e), Harrison (en) (63e, 66e, 69e Carton(s) jaune(s) : 1 Tominiko (76e) | Rapport           | Essai(s) : 3 Yamasawa (16e), Yamamoto (21e), Vakalahi (80e) Transformation(s) : 2 Mamada (22e), Mori (80e+1) | Parc des sports et de l'amitié, Narbonne Arbitre : Jamie Nutbrown (en) |
| 3 juin 2018 14 h | | Rapport           | | Parc des sports et de l'amitié, Narbonne Arbitre : Jamie Nutbrown (en) |

| 3 juin 2018 16 h 30 | Nouvelle-Zélande -20 (bo) | 42 - 10 (25 - 10) | Pays de Galles -20                                                                      | Stade de la Méditerranée, Béziers Arbitre : Ludovic Cayre |
| 3 juin 2018 16 h 30 | Essai(s) : 5 Proctor (4e), Sullivan (en) (25e), Christie (30e), Roe (en) (75e) Transformation(s) : 4 Plummer (5e, 32e) Pénalité(s) : 3 Plummer (19e, 40e+1, 63e, 75e) Carton(s) jaune(s) : 3 Koroi (en) (8e), Florence (en) (34e), Tele'a (en) (80e+2) | Rapport           | Essai(s) : 1 Basham (10e) Transformation(s) : 1 Evans (11e) Pénalité(s) : 1 Evans (15e) | Stade de la Méditerranée, Béziers Arbitre : Ludovic Cayre |
| 3 juin 2018 16 h 30 | | Rapport           |                                                                                         | Stade de la Méditerranée, Béziers Arbitre : Ludovic Cayre |

| 7 juin 2018 18 h 30 | Pays de Galles -20                                                                                             | 18 - 17 (13 - 10) | Japon -20 (bd)                                                                       | Stade Aimé-Giral, Perpignan Arbitre : Andrea Piardi |
| 7 juin 2018 18 h 30 | Essai(s) : 2 Morgan (17e), Cross (en) (53e) Transformation(s) : 1 Evans (18e) Pénalité(s) : 2 Evans (32e, 37e) | Rapport           | Essai(s) : 3 Vailea (12e), Arai (24e), Fifita (76e) Transformation(s) : 1 Mori (77e) | Stade Aimé-Giral, Perpignan Arbitre : Andrea Piardi |
| 7 juin 2018 18 h 30 | | Rapport           |                                                                                      | Stade Aimé-Giral, Perpignan Arbitre : Andrea Piardi |

| 7 juin 2018 21 h | Nouvelle-Zélande -20 | 27 - 18 (17 - 15) | Australie -20 | Stade Aimé-Giral, Perpignan Arbitre : Karl Dickson |
| 7 juin 2018 21 h | Essai(s) : 3 Plummer (5e), Flanders (en) (12e), Spowart (en) (63e) Transformation(s) : 3 Plummer (6e, 13e, 65e) Pénalité(s) : 2 Plummer (18e, 55e) Carton(s) jaune(s) : 2 Mafileo (en) (37e), Christie (78e) | Rapport           | Essai(s) : 2 McReight (29e), de pénalité (37e) Transformation(s) : 1 de pénalité (37e) Pénalité(s) : 2 Lucas (en) (10e, 59e) | Stade Aimé-Giral, Perpignan Arbitre : Karl Dickson |
| 7 juin 2018 21 h | | Rapport           | | Stade Aimé-Giral, Perpignan Arbitre : Karl Dickson |

#### Groupe B
| Rang | Pays           | J | V | N | D | Bo | Bd | Pm  | Pe | Diff | Pts |
| ---- | -------------- | - | - | - | - | -- | -- | --- | -- | ---- | --- |
| 1    | Angleterre -20 | 3 | 3 | 0 | 0 | 3  | 0  | 117 | 33 | +84  | 15  |
| 2    | Italie -20     | 3 | 2 | 0 | 1 | 2  | 0  | 62  | 95 | -33  | 10  |
| 3    | Argentine -20  | 3 | 1 | 0 | 2 | 2  | 1  | 73  | 82 | -9   | 7   |
| 4    | Écosse -20     | 3 | 0 | 0 | 3 | 0  | 1  | 49  | 91 | -42  | 1   |

|  | Qualifié pour les demi-finales       |
|  | Qualifié pour le classement de 5 à 8 |
|  | Classement de 9 à 12                 |

| 30 mai 2018 18 h 30 | Angleterre -20 (bo) | 39 - 18 (19 - 15) | Argentine -20 | Parc des sports et de l'amitié, Narbonne Arbitre : Sean Gallagher |
| 30 mai 2018 18 h 30 | Essai(s) : 5 Olowofela (en) (7e, 36e), Walker (en) (15e, 45e), Smith (80e) Transformation(s) : 4 Grayson (en) (8e, 17e, 46e), Harwick (en) (80e) Pénalité(s) : 2 Grayson (42e), Hardwick (63e) | Rapport           | Essai(s) : 2 Chocobares (4e), Pedemonte (26e) Transformation(s) : 1 Daireaux (5e) Pénalité(s) : 2 Daireaux (10e), de la Vega (61e) Carton(s) jaune(s) : 1 Sordoni (77e) | Parc des sports et de l'amitié, Narbonne Arbitre : Sean Gallagher |
| 30 mai 2018 18 h 30 | | Rapport           | | Parc des sports et de l'amitié, Narbonne Arbitre : Sean Gallagher |

| 30 mai 2018 18 h 30 | Écosse -20 (bd) | 26 - 27 (13 - 7) | Italie -20 (bo) | Stade de la Méditerranée, Béziers Arbitre : Pali Deluca |
| 30 mai 2018 18 h 30 | Essai(s) : 3 Dunbar (33e), Chapman (en) (38e), Dewhirst (52e) Transformation(s) : 1 Chapman (54e) Pénalité(s) : 3 Chapman (10e, 50e, 62e) Carton(s) jaune(s) : 1 Grahamslaw (en) (80e+1) | Rapport          | Essai(s) : 4 de pénalité (28e), D'Onofrio (59e), Forcucci (en) (64e), Taddia (80e+3) Transformation(s) : 2 de pénalité (28e), Di Marco (en) (60e) Pénalité(s) : 1 Rizzi (en) (45e) Carton(s) jaune(s) : 2 D'Onofrio (40e+1), Forcucci (76e) | Stade de la Méditerranée, Béziers Arbitre : Pali Deluca |
| 30 mai 2018 18 h 30 | | Rapport          | | Stade de la Méditerranée, Béziers Arbitre : Pali Deluca |

| 3 juin 2018 14 h | Écosse -20 | 13 - 29 (7 - 15) | Argentine -20 (bo) | Stade Aimé-Giral, Perpignan Arbitre : Egon Ryan Seconds |
| 3 juin 2018 14 h | Essai(s) : 1 McLelland (en) (27e) Transformation(s) : 1 Chapman (en) (28e) Pénalité(s) : 2 Chapman (42e, 49e) Carton(s) jaune(s) : 1 Hodgson (en) (39e) | Rapport          | Essai(s) : 4 Castro (en) (2e), Herrera (21e), M. Carreras (71e), de pénalité (80e) Transformation(s) : 3 Daireaux (3e, 73e), de pénalité (80e) Pénalité(s) : 1 Daireaux (40e+1) | Stade Aimé-Giral, Perpignan Arbitre : Egon Ryan Seconds |
| 3 juin 2018 14 h | | Rapport          | | Stade Aimé-Giral, Perpignan Arbitre : Egon Ryan Seconds |

| 3 juin 2018 16 h 30 | Angleterre -20 (bo) | 43 - 5 (26 - 5) | Italie -20                    | Stade Aimé-Giral, Perpignan Arbitre : Dan Jones |
| 3 juin 2018 16 h 30 | Essai(s) : 7 Smith (7e, 56e), Parton (en) (23e), Loader (en) (27e, 37e), Ibitoye (53e), Brand (en) (65e) Transformation(s) : 4 Smith (7e, 24e, 28e, 57e) Carton(s) rouge(s) : 1 Lewis (en) (76e) | Rapport         | Essai(s) : 1 Koffi (en) (35e) | Stade Aimé-Giral, Perpignan Arbitre : Dan Jones |
| 3 juin 2018 16 h 30 | | Rapport         |                               | Stade Aimé-Giral, Perpignan Arbitre : Dan Jones |

| 7 juin 2018 18 h 30 | Italie -20 (bo) | 30 - 26 (22 - 5) | Argentine -20 (bo, bd) | Stade de la Méditerranée, Béziers Arbitre : Sean Gallagher |
| 7 juin 2018 18 h 30 | Essai(s) : 4 Mazza (en) (4e, 52e), D'Onofrio (20e), Manni (en) (31e) Transformation(s) : 2 Di Marco (en) (21e, 33e) Pénalité(s) : 2 Di Marco (39e), Rizzi (en) (72e) Carton(s) jaune(s) : 2 Bianchi (en) (10e), Koffi (en) (78e) | Rapport          | Essai(s) : 4 Herrera (34e), S. Carreras (42e), M. Carreras (66e), Mendy (en) (80e) Transformation(s) : 3 Daireaux (43e), de la Vega (66e, 80e) | Stade de la Méditerranée, Béziers Arbitre : Sean Gallagher |
| 7 juin 2018 18 h 30 | | Rapport          | | Stade de la Méditerranée, Béziers Arbitre : Sean Gallagher |

| 7 juin 2018 21 h | Angleterre -20 (bo) | 35 - 10 (17 - 10) | Écosse -20 | Stade de la Méditerranée, Béziers Arbitre : Damon Murphy (en) |
| 7 juin 2018 21 h | Essai(s) : 6 Ibitoye (5e, 51e), Cutting (en) (19e), Scott (en) (22e), Kpoku (71e), Williams (en) (74e) Transformation(s) : 1 Hardwick (en) (6e) Pénalité(s) : 1 Hardwick (58e) Carton(s) jaune(s) : 1 Grayson (en) (26e) | Rapport           | Essai(s) : 1 Rowe (39e) Transformation(s) : 1 Thompson (40e+1) Pénalité(s) : 1 Thompson (13e) Carton(s) jaune(s) : 1 Onojaife (70e) | Stade de la Méditerranée, Béziers Arbitre : Damon Murphy (en) |
| 7 juin 2018 21 h | | Rapport           | | Stade de la Méditerranée, Béziers Arbitre : Damon Murphy (en) |

#### Groupe C
| Rang | Pays               | J | V | N | D | Bo | Bd | Pm | Pe | Diff | Pts |
| ---- | ------------------ | - | - | - | - | -- | -- | -- | -- | ---- | --- |
| 1    | France -20         | 3 | 3 | 0 | 0 | 2  | 0  | 96 | 65 | +31  | 14  |
| 2    | Afrique du Sud -20 | 3 | 2 | 0 | 1 | 3  | 0  | 92 | 90 | +2   | 11  |
| 3    | Géorgie -20        | 3 | 1 | 0 | 2 | 0  | 1  | 63 | 77 | -14  | 5   |
| 4    | Irlande -20        | 3 | 0 | 0 | 3 | 0  | 2  | 61 | 80 | -19  | 2   |

|  | Qualifié pour les demi-finales       |
|  | Qualifié pour le classement de 5 à 8 |
|  | Classement de 9 à 12                 |

| 30 mai 2018 18 h 30 | Afrique du Sud -20 (bo) | 33 - 27 (12 - 17) | Géorgie -20 | Stade Aimé-Giral, Perpignan Arbitre : Ludovic Cayre |
| 30 mai 2018 18 h 30 | Essai(s) : 5 Simelane (10e), Uys (en) (26e, 56e), Green (43e), Burger (en) (49e) Transformation(s) : 4 Willemse (27e, 44e, 50e, 58e) Carton(s) jaune(s) : 1 Ntlabakanye (en) (70e) | Rapport           | Essai(s) : 3 Lomidze (en) (14e), Tapladze (39e), Dvalishvili (72e) Transformation(s) : 3 Aprasidze (15e, 40e), Abzhandadze (73e) Pénalité(s) : 2 Aprasidze (18e, 53e) | Stade Aimé-Giral, Perpignan Arbitre : Ludovic Cayre |
| 30 mai 2018 18 h 30 | | Rapport           | | Stade Aimé-Giral, Perpignan Arbitre : Ludovic Cayre |

| 30 mai 2018 21 h | France -20 (bo)                                                                                          | 26 - 24 (5 - 17) | Irlande -20 (bd) | Stade Aimé-Giral, Perpignan Arbitre : Karl Dickson |
| 30 mai 2018 21 h | Essai(s) : 4 Marty (5e, 51e), Coville (43e), Ntamack (45e) Transformation(s) : 3 Ntamack (44e, 47e, 52e) | Rapport          | Essai(s) : 3 Dunleavy (21e), O'Sullivan (en) (40e+2), Byrne (72e) Transformation(s) : 3 Byrne (22e, 40e+3, 73e) Pénalité(s) : 1 Byrne (18e) Carton(s) jaune(s) : 1 Aungier (35e) | Stade Aimé-Giral, Perpignan Arbitre : Karl Dickson |
| 30 mai 2018 21 h | | Rapport          | | Stade Aimé-Giral, Perpignan Arbitre : Karl Dickson |

| 3 juin 2018 14 h | France -20 | 24 - 12 (17 - 7) | Géorgie -20 | Stade de la Méditerranée, Béziers Arbitre : Pali Deluca |
| 3 juin 2018 14 h | Essai(s) : 3 Lavault (25e), Vincent (40e), Etcheverrey (56e) Transformation(s) : 3 Carbonel (26e, 40e+1, 57e) Pénalité(s) : 1 Carbonel (10e) | Rapport          | Essai(s) : 2 Jalagonia (12e), Dzagnidze (69e) Transformation(s) : 1 Aprasidze (13e) Carton(s) jaune(s) : 1 Mamamtavrishvili (en) (35e) | Stade de la Méditerranée, Béziers Arbitre : Pali Deluca |
| 3 juin 2018 14 h | | Rapport          | | Stade de la Méditerranée, Béziers Arbitre : Pali Deluca |

| 3 juin 2018 16 h 30 | Afrique du Sud -20 (bo) | 30 - 17 (12 - 10) | Irlande -20 | Parc des sports et de l'amitié, Narbonne Arbitre : Damon Murphy (en) |
| 3 juin 2018 16 h 30 | Essai(s) : 5 Burger (en) (1re), du Plessis (en) (20e), Simelane (52e, 58e, 77e) Transformation(s) : 1 Willemse (2e) Pénalité(s) : 1 Lombard (en) (69e) Carton(s) jaune(s) : 1 Steenkamp (en) (40e) | Rapport           | Essai(s) : 2 Doris (35e), Silvester (en) (44e) Transformation(s) : 2 Dean (en) (36e, 45e) Pénalité(s) : 1 Dean (23e) | Parc des sports et de l'amitié, Narbonne Arbitre : Damon Murphy (en) |
| 3 juin 2018 16 h 30 | | Rapport           | | Parc des sports et de l'amitié, Narbonne Arbitre : Damon Murphy (en) |

| 7 juin 2018 18 h 30 | Irlande -20 (bd) | 20 - 24 (8 - 17) | Géorgie -20 | Parc des sports et de l'amitié, Narbonne Arbitre : Jamie Nutbrown (en) |
| 7 juin 2018 18 h 30 | Essai(s) : 3 Dean (en) (33e), Daly (en) (78e), Wojtkowicz (80e+2) Transformation(s) : 1 Byrne (79e, 80e+3) Pénalité(s) : 1 Dean (14e) | Rapport          | Essai(s) : 3 Machaladze (11e), Svanidze (22e), Abzhandadze (44e) Transformation(s) : 3 Aprasidze (11e, 24e, 45e) Pénalité(s) : 1 Aprasidze (17e) Carton(s) jaune(s) : 1 Mamamtavrishvili (en) (20e) | Parc des sports et de l'amitié, Narbonne Arbitre : Jamie Nutbrown (en) |
| 7 juin 2018 18 h 30 | | Rapport          | | Parc des sports et de l'amitié, Narbonne Arbitre : Jamie Nutbrown (en) |

| 7 juin 2018 21 h | Afrique du Sud -20 (bo) | 29 - 46 (7 - 36) | France -20 (bo) | Parc des sports et de l'amitié, Narbonne Arbitre : Dan Jones |
| 7 juin 2018 21 h | Essai(s) : 5 Erasmus (en) (37e), van der Merwe (en) (47e), Simelane (64e), Tshakweni (en) (70e), Sandi (en) (74e) Transformation(s) : 2 Dobela (38e), Lombard (en) (75e) | Rapport          | Essai(s) : 6 Joseph (8e, 20e), Carbonel (16e), Barassi (27e), Ntamack (34e), Gros (54e) Transformation(s) : 5 Carbonel (9e, 35e, 55e), Ntamack (21e, 29e) Pénalité(s) : 2 Carbonel (14e, 80e) Carton(s) jaune(s) : 1 Lamothe (67e) | Parc des sports et de l'amitié, Narbonne Arbitre : Dan Jones |
| 7 juin 2018 21 h | | Rapport          | | Parc des sports et de l'amitié, Narbonne Arbitre : Dan Jones |

#### Classement phase de groupes
| Rang | Équipe               | RG  | Pts | Diff |
| ---- | -------------------- | --- | --- | ---- |
| 1    | Angleterre -20       | 1er | 15  | 84   |
| 2    | Nouvelle-Zélande -20 | 1er | 14  | 108  |
| 3    | France -20           | 1er | 14  | 31   |
| 4    | Afrique du Sud -20   | 2e  | 11  | 2    |
| 5    | Italie -20           | 2e  | 10  | -33  |
| 6    | Pays de Galles -20   | 2e  | 8   | -26  |
| 7    | Argentine -20        | 3e  | 7   | -9   |
| 8    | Australie -20        | 3e  | 6   | 21   |
| 9    | Géorgie -20          | 3e  | 5   | -14  |
| 10   | Irlande -20          | 4e  | 2   | -19  |
| 11   | Écosse -20           | 4e  | 1   | -42  |
| 12   | Japon -20            | 4e  | 1   | -103 |

### Tableau final

#### Classement 9 à 12
|  | Tour de classement                                   | Tour de classement                             |               |    | Neuvième place                                       | Neuvième place                                       |
|  | Tour de classement                                   | Tour de classement                             |               |    | Neuvième place                                       | Neuvième place                                       |
|  |                                                      |                                                |               |    |                                                      |                                                      |
|  | le 12 juin 2018 au stade Aimé-Giral, Perpignan       | le 12 juin 2018 au stade Aimé-Giral, Perpignan |               |    | le 17 juin 2018 au stade de la Méditerranée, Béziers | le 17 juin 2018 au stade de la Méditerranée, Béziers |
|  | le 12 juin 2018 au stade Aimé-Giral, Perpignan       | le 12 juin 2018 au stade Aimé-Giral, Perpignan |               |    | le 17 juin 2018 au stade de la Méditerranée, Béziers | le 17 juin 2018 au stade de la Méditerranée, Béziers |
|  | Irlande -20                                          | 29                                             |               |    | le 17 juin 2018 au stade de la Méditerranée, Béziers | le 17 juin 2018 au stade de la Méditerranée, Béziers |
|  | Irlande -20                                          | 29                                             |               |    | le 17 juin 2018 au stade de la Méditerranée, Béziers | le 17 juin 2018 au stade de la Méditerranée, Béziers |
|  | Écosse -20                                           | 45                                             |               |    | le 17 juin 2018 au stade de la Méditerranée, Béziers | le 17 juin 2018 au stade de la Méditerranée, Béziers |
|  | Écosse -20                                           | 45                                             | Écosse -20    | 31 |                                                      |                                                      |
|  | le 12 juin 2018 au stade Aimé-Giral, Perpignan       |                                                | Écosse -20    | 31 |                                                      |                                                      |
|  |                                                      | Géorgie -20                                    | 39            |    |                                                      |                                                      |
|  | Géorgie -20                                          | Géorgie -20                                    | 39            | 24 |                                                      |                                                      |
|  | Géorgie -20                                          |                                                |               | 24 |                                                      |                                                      |
|  | Japon -20                                            | 22                                             |               |    |                                                      |                                                      |
|  | Japon -20                                            | 22                                             | Onzième place |    |                                                      |                                                      |
|  |                                                      |                                                |               |    |                                                      |                                                      |
|  | le 17 juin 2018 au stade de la Méditerranée, Béziers |                                                |               |    |                                                      |                                                      |
|  |                                                      |                                                |               |    |                                                      |                                                      |
|  | Irlande -20                                          | 39                                             |               |    |                                                      |                                                      |
|  | Irlande -20                                          | 39                                             |               |    |                                                      |                                                      |
|  | Japon -20                                            | 33                                             |               |    |                                                      |                                                      |
|  | Japon -20                                            | 33                                             |               |    |                                                      |                                                      |

##### Demi-finales de classement
| 12 juin 2018 16 h | Irlande -20 | 29 - 45 (17 - 24) | Écosse -20 | Stade Aimé-Giral, Perpignan Arbitre : Egon Ryan Seconds |
| 12 juin 2018 16 h | Essai(s) : 4 Byrne (11e), Sylvester (22e), O'Brien (62e), Daly (en) (73e) Transformation(s) : 3 Byrne (12e, 22e), Dean (en) (63e) Pénalité(s) : 1 Byrne (40e+1) Carton(s) jaune(s) : 2 O'Sullivan (en) (34e), Doris (69e) | Rapport           | Essai(s) : 6 Richardson (25e, 33e), Trotter (en) (38e), Graham (en) (49e), Rowe (56e), Onojaife (69e) Transformation(s) : 6 Chapman (en) (26e, 34e, 39e, 50e, 57e, 70e) Pénalité(s) : 1 Chapman (8e) Carton(s) jaune(s) : 1 Rowe (72e) | Stade Aimé-Giral, Perpignan Arbitre : Egon Ryan Seconds |
| 12 juin 2018 16 h | | Rapport           | | Stade Aimé-Giral, Perpignan Arbitre : Egon Ryan Seconds |

| 12 juin 2018 18 h 30 | Géorgie -20 | 24 - 22 (12 - 17) | Japon -20 | Stade Aimé-Giral, Perpignan spectateurs Arbitre : Ludovic Cayre |
| 12 juin 2018 18 h 30 | Essai(s) : 4 Japaridze (13e), Tapladze (38e, 72e), Aprasidze (78e) Transformation(s) : 2 Aprasidze (14e, 72e, 79e) Carton(s) jaune(s) : 2 Gogichashvili (29e), Mamamtavrishvili (en) (59e) | Rapport           | Essai(s) : 3 Ishida (8e), Vailea (30e), Yamasawa (43e) Transformation(s) : 2 Mori (9e, 31e) Pénalité(s) : 1 Mori (21e) Carton(s) jaune(s) : 1 Fujiwara (72e) | Stade Aimé-Giral, Perpignan spectateurs Arbitre : Ludovic Cayre |
| 12 juin 2018 18 h 30 | | Rapport           | | Stade Aimé-Giral, Perpignan spectateurs Arbitre : Ludovic Cayre |

##### Match pour la11eplace
| 17 juin 2018 11 h | Irlande -20 | 39 - 33 (22 - 12) | Japon -20 | Stade de la Méditerranée, Béziers Arbitre : Karl Dickson |
| 17 juin 2018 11 h | Essai(s) : 4 Stewart (5e), Sheehan (11e), Sylvester (34e), O'Brien (77e) Transformation(s) : 2 Byrne (6e, 35e) Pénalité(s) : 5 Byrne (30e, 44e, 48e, 50e, 64e) | Rapport           | Essai(s) : 5 Vailea (15e, 73e), Tsukayama (23e), Fifita (56e, 60e) Transformation(s) : 4 Mori (17e, 57e, 61e, 74e) | Stade de la Méditerranée, Béziers Arbitre : Karl Dickson |
| 17 juin 2018 11 h | | Rapport           | | Stade de la Méditerranée, Béziers Arbitre : Karl Dickson |

##### Match pour la9eplace
| 17 juin 2018 13 h 30 | Écosse -20 | 31 - 39 (19 - 12) | Géorgie -20 | Stade de la Méditerranée, Béziers Arbitre : Andrea Piardi |
| 17 juin 2018 13 h 30 | Essai(s) : 5 Smith (8e), Trotter (en) (15e, 34e), Rowe (72e), Miller (76e) Transformation(s) : 3 Chapman (en) (16e, 35e), Thompson (76e) Carton(s) jaune(s) : 1 Graham (en) (14e) | Rapport           | Essai(s) : 5 Japaridze (3e), Marjanishvili (22e, 64e), Gigolashvili (43e), Gogichashvili (56e), Kalmakhelidze (71e) Transformation(s) : 4 Abzhandadze (24e, 44e, 57e, 65e) Pénalité(s) : 2 Abzhandadze (50e, 80e) Carton(s) jaune(s) : 2 Aprasidze (14e) | Stade de la Méditerranée, Béziers Arbitre : Andrea Piardi |
| 17 juin 2018 13 h 30 | | Rapport           | | Stade de la Méditerranée, Béziers Arbitre : Andrea Piardi |

#### Classement 5 à 8
|  | Tour de classement                                          | Tour de classement                                          |                |    | Cinquième place                                      | Cinquième place                                      |
|  | Tour de classement                                          | Tour de classement                                          |                |    | Cinquième place                                      | Cinquième place                                      |
|  |                                                             |                                                             |                |    |                                                      |                                                      |
|  | le 12 juin 2018 au parc des sports et de l'amitié, Narbonne | le 12 juin 2018 au parc des sports et de l'amitié, Narbonne |                |    | le 17 juin 2018 au stade de la Méditerranée, Béziers | le 17 juin 2018 au stade de la Méditerranée, Béziers |
|  | le 12 juin 2018 au parc des sports et de l'amitié, Narbonne | le 12 juin 2018 au parc des sports et de l'amitié, Narbonne |                |    | le 17 juin 2018 au stade de la Méditerranée, Béziers | le 17 juin 2018 au stade de la Méditerranée, Béziers |
|  | Pays de Galles -20                                          | 15                                                          |                |    | le 17 juin 2018 au stade de la Méditerranée, Béziers | le 17 juin 2018 au stade de la Méditerranée, Béziers |
|  | Pays de Galles -20                                          | 15                                                          |                |    | le 17 juin 2018 au stade de la Méditerranée, Béziers | le 17 juin 2018 au stade de la Méditerranée, Béziers |
|  | Argentine -20                                               | 39                                                          |                |    | le 17 juin 2018 au stade de la Méditerranée, Béziers | le 17 juin 2018 au stade de la Méditerranée, Béziers |
|  | Argentine -20                                               | 39                                                          | Argentine -20  | 15 |                                                      |                                                      |
|  | le 12 juin 2018 au parc des sports et de l'amitié, Narbonne |                                                             | Argentine -20  | 15 |                                                      |                                                      |
|  |                                                             | Australie -20                                               | 41             |    |                                                      |                                                      |
|  | Italie -20                                                  | Australie -20                                               | 41             | 15 |                                                      |                                                      |
|  | Italie -20                                                  |                                                             |                | 15 |                                                      |                                                      |
|  | Australie -20                                               | 44                                                          |                |    |                                                      |                                                      |
|  | Australie -20                                               | 44                                                          | Septième place |    |                                                      |                                                      |
|  |                                                             |                                                             |                |    |                                                      |                                                      |
|  | le 17 juin 2018 au stade de la Méditerranée, Béziers        |                                                             |                |    |                                                      |                                                      |
|  |                                                             |                                                             |                |    |                                                      |                                                      |
|  | Pays de Galles -20                                          | 34                                                          |                |    |                                                      |                                                      |
|  | Pays de Galles -20                                          | 34                                                          |                |    |                                                      |                                                      |
|  | Italie -20                                                  | 17                                                          |                |    |                                                      |                                                      |
|  | Italie -20                                                  | 17                                                          |                |    |                                                      |                                                      |

##### Demi-finales de classement
| 12 juin 2018 14 h | Pays de Galles -20                                                                                                | 15 - 39 (12 - 15) | Argentine -20 | Parc des sports et de l'amitié, Narbonne Arbitre : Damon Murphy (en) |
| 12 juin 2018 14 h | Essai(s) : 2 Conbeer (en) (18e), Baldwin (en) (33e) Transformation(s) : 1 Evans (19e) Pénalité(s) : 1 Evans (54e) | Rapport           | Essai(s) : 5 Nogues (24e), de pénalité (40e), S. Carreras (41e), Molina (55e), Avellaneda (76e) Transformation(s) : 4 de pénalité (40e), de la Vega (42e, 56e, 77e) Pénalité(s) : 2 de la Vega (15e, 63e) Carton(s) jaune(s) : 1 Segura (en) (29e) | Parc des sports et de l'amitié, Narbonne Arbitre : Damon Murphy (en) |
| 12 juin 2018 14 h | | Rapport           | | Parc des sports et de l'amitié, Narbonne Arbitre : Damon Murphy (en) |

| 12 juin 2018 16 h 30 | Italie -20                                                                      | 15 - 44 (10 - 15) | Australie -20 | Parc des sports et de l'amitié, Narbonne Arbitre : Pali Deluca |
| 12 juin 2018 16 h 30 | Essai(s) : 3 D'Onofrio (14e, 21e, 67e) Carton(s) jaune(s) : 1 Nocera (en) (42e) | Rapport           | Essai(s) : 6 Hockings (en) (18e), Stewart (en) (29e), McReight (43e, 74e), Francis (en) (62e), Kuenzle (en) (76e) Transformation(s) : 4 Lonergan (en) (30e, 44e, 63e), Harrison (en) (78e) Pénalité(s) : 2 Lonergan (24e, 66e) Carton(s) rouge(s) : 1 Wood (en) (21e) | Parc des sports et de l'amitié, Narbonne Arbitre : Pali Deluca |
| 12 juin 2018 16 h 30 |                                                                                 | Rapport           | | Parc des sports et de l'amitié, Narbonne Arbitre : Pali Deluca |

##### Match pour la7eplace
| 17 juin 2018 16 h | Pays de Galles -20 | 34 - 17 (24 - 7) | Italie -20 | Stade de la Méditerranée, Béziers Arbitre : Sean Gallagher |
| 17 juin 2018 16 h | Essai(s) : 4 Conbeer (en) (12e), Davis (en) (24e), de pénalité (40e+1), Llewellyn (68e) Transformation(s) : 4 Evans (13e, 25e, 69e), de pénalité (40e+1) Pénalité(s) : 2 Evans (4e, 62e) Carton(s) jaune(s) : 1 Carré (15e) | Rapport          | Essai(s) : 3 D'Onofrio (20e), Taddia (65e), Romano (75e) Transformation(s) : 1 Rizzi (en) (21e) Carton(s) jaune(s) : 3 Manni (en) (36e), Mancini Parri (en) (40e), Fischetti (46e) | Stade de la Méditerranée, Béziers Arbitre : Sean Gallagher |
| 17 juin 2018 16 h | | Rapport          | | Stade de la Méditerranée, Béziers Arbitre : Sean Gallagher |

##### Match pour la5eplace
| 17 juin 2018 14 h | Argentine -20 | 15 - 41 (7 - 17) | Australie -20 | Stade de la Méditerranée, Béziers Arbitre : Jamie Nutbrown (en) |
| 17 juin 2018 14 h | Essai(s) : 2 M. Carreras (15e), Grondona (71e) Transformation(s) : 1 de la Vega (16e) Pénalité(s) : 1 de la Vega (47e) Carton(s) jaune(s) : 1 Nogues (51e) | Rapport          | Essai(s) : 5 Hockings (en) (9e), Ma'afu (en) (22e), Ross (en) (57e), Hansen (78e), Lucas (en) (80e+1) Transformation(s) : 5 Lonergan (en) (10e, 23e, 59e), Harrison (en) (59e, 79e), Hockings (80e+1) Pénalité(s) : 2 Lonergan (27e, 52e) | Stade de la Méditerranée, Béziers Arbitre : Jamie Nutbrown (en) |
| 17 juin 2018 14 h | | Rapport          | | Stade de la Méditerranée, Béziers Arbitre : Jamie Nutbrown (en) |

#### Classement 1 à 4
|  | Demi-finales                                                | Demi-finales                                                |                        |    | Finale                                               | Finale                                               |
|  | Demi-finales                                                | Demi-finales                                                |                        |    | Finale                                               | Finale                                               |
|  |                                                             |                                                             |                        |    |                                                      |                                                      |
|  | le 12 juin 2018 au parc des sports et de l'amitié, Narbonne | le 12 juin 2018 au parc des sports et de l'amitié, Narbonne |                        |    | le 17 juin 2018 au stade de la Méditerranée, Béziers | le 17 juin 2018 au stade de la Méditerranée, Béziers |
|  | le 12 juin 2018 au parc des sports et de l'amitié, Narbonne | le 12 juin 2018 au parc des sports et de l'amitié, Narbonne |                        |    | le 17 juin 2018 au stade de la Méditerranée, Béziers | le 17 juin 2018 au stade de la Méditerranée, Béziers |
|  | Angleterre -20                                              | 32                                                          |                        |    | le 17 juin 2018 au stade de la Méditerranée, Béziers | le 17 juin 2018 au stade de la Méditerranée, Béziers |
|  | Angleterre -20                                              | 32                                                          |                        |    | le 17 juin 2018 au stade de la Méditerranée, Béziers | le 17 juin 2018 au stade de la Méditerranée, Béziers |
|  | Afrique du Sud -20                                          | 31                                                          |                        |    | le 17 juin 2018 au stade de la Méditerranée, Béziers | le 17 juin 2018 au stade de la Méditerranée, Béziers |
|  | Afrique du Sud -20                                          | 31                                                          | Angleterre -20         | 25 |                                                      |                                                      |
|  | le 12 juin 2018 au stade Aimé-Giral, Perpignan              |                                                             | Angleterre -20         | 25 |                                                      |                                                      |
|  |                                                             | France -20                                                  | 33                     |    |                                                      |                                                      |
|  | Nouvelle-Zélande -20                                        | France -20                                                  | 33                     | 7  |                                                      |                                                      |
|  | Nouvelle-Zélande -20                                        |                                                             |                        | 7  |                                                      |                                                      |
|  | France -20                                                  | 16                                                          |                        |    |                                                      |                                                      |
|  | France -20                                                  | 16                                                          | Match pour la 3e place |    |                                                      |                                                      |
|  |                                                             |                                                             |                        |    |                                                      |                                                      |
|  | le 17 juin 2018 au stade de la Méditerranée, Béziers        |                                                             |                        |    |                                                      |                                                      |
|  |                                                             |                                                             |                        |    |                                                      |                                                      |
|  | Afrique du Sud -20                                          | 40                                                          |                        |    |                                                      |                                                      |
|  | Afrique du Sud -20                                          | 40                                                          |                        |    |                                                      |                                                      |
|  | Nouvelle-Zélande -20                                        | 30                                                          |                        |    |                                                      |                                                      |
|  | Nouvelle-Zélande -20                                        | 30                                                          |                        |    |                                                      |                                                      |

##### Demi-finales
| 12 juin 2018 19 h | Angleterre -20 | 32 - 31 (22 - 7) | Afrique du Sud -20 | Parc des sports et de l'amitié, Narbonne Arbitre : Dan Jones |
| 12 juin 2018 19 h | Essai(s) : 4 Parton (en) (11e), Hardwick (en) (16e), White (23e), Olowofela (en) (61e) Transformation(s) : 3 Smith (17e, 24e, 62e) Pénalité(s) : 2 Smith (40e, 49e) Carton(s) jaune(s) : 1 Scott (en) (74e) | Rapport          | Essai(s) : 5 Sandi (en) (33e), Uys (en) (45e), Nortjé (53e), Rass (en) (57e), Ntlabakanye (en) (75e) Transformation(s) : 3 Lombard (en) (34e, 54e, 76e) Carton(s) jaune(s) : 1 Uys (6e) | Parc des sports et de l'amitié, Narbonne Arbitre : Dan Jones |
| 12 juin 2018 19 h | | Rapport          | | Parc des sports et de l'amitié, Narbonne Arbitre : Dan Jones |

| 12 juin 2018 21 h | Nouvelle-Zélande -20                                           | 7 - 16 (0 - 3) | France -20                                                                                               | Stade Aimé-Giral, Perpignan Arbitre : Karl Dickson |
| 12 juin 2018 21 h | Essai(s) : 1 Plummer (70e) Transformation(s) : 1 Plummer (71e) | Rapport        | Essai(s) : 1 Ntamack (43e) Transformation(s) : 1 Carbonel (45e) Pénalité(s) : 3 Carbonel (31e, 50e, 64e) | Stade Aimé-Giral, Perpignan Arbitre : Karl Dickson |
| 12 juin 2018 21 h |                                                                | Rapport        | | Stade Aimé-Giral, Perpignan Arbitre : Karl Dickson |

##### Match pour la3eplace
| 17 juin 2018 16 h 30 | Afrique du Sud -20 | 40 - 30 (14 - 25) | Nouvelle-Zélande -20 | Stade de la Méditerranée, Béziers Arbitre : Ludovic Cayre |
| 17 juin 2018 16 h 30 | Essai(s) : 6 Green (2e, 44e), Sandi (en) (17e), Nortjé (62e), Simelane (64e), Ntlabakanye (en) (75e) Transformation(s) : 5 Lombard (en) (3e, 18e, 45e, 65e, 76e) | Rapport           | Essai(s) : 4 Renton (4e), Plummer (14e), Kapa (en) (29e), Clarke (80e+1) Transformation(s) : 2 Plummer (5e, 30e) Pénalité(s) : 2 Plummer (9e, 25e) Carton(s) jaune(s) : 1 Sullivan (en) (53e) | Stade de la Méditerranée, Béziers Arbitre : Ludovic Cayre |
| 17 juin 2018 16 h 30 | | Rapport           | | Stade de la Méditerranée, Béziers Arbitre : Ludovic Cayre |

##### Finale
| 17 juin 2018 19 h | Angleterre -20 | 25 - 33 (8 - 14) | France -20 | Stade de la Méditerranée, Béziers 17 700 spectateurs Arbitre : Egon Ryan Seconds |
| 17 juin 2018 19 h | Essai(s) : 3 Olowofela (en) (40e+2, 79e), Heyes (72e) Transformation(s) : 2 Grayson (en) (73e, 80e) Pénalité(s) : 2 Smith (22e, 64e) | Rapport          | Essai(s) : 2 Woki (26e), Séguret (75e) Transformation(s) : 1 Carbonel (76e) Pénalité(s) : 7 Carbonel (5e, 20e, 38e, 42e, 54e, 57e, 69e) | Stade de la Méditerranée, Béziers 17 700 spectateurs Arbitre : Egon Ryan Seconds |
| 17 juin 2018 19 h | | Rapport          | | Stade de la Méditerranée, Béziers 17 700 spectateurs Arbitre : Egon Ryan Seconds |

| Angleterre -20 · Titulaires · Tom Parton (en) 15 · Gabriel Ibitoye 14 · Fraser Dingwall 13 · 57e Tom Hardwick (en) 12 · Jordan Olowofela (en) 11 · 70e Marcus Smith 10 · 64e Ben White 9 · 64e Josh Basham (en) 8 · Ben Curry 7 · Ted Hill 6 · James Scott (en) 5 · 73e Joel Kpoku 4 · 50e Ehren Painter (en) 3 · 62e Henry Walker (en) 2 · 55e Alex Seville (en) 1 · Remplaçants · 62e Beck Cutting (en) 16 · 55e Ciaran Knight (en) 17 · 50e Joe Heyes 18 · 64e Tom Willis 19 · 73e Aaron Hinkley (en) 20 · 64e Rory Brand (en) 21 · 70e James Grayson (en) 22 · 57e Will Butler (en) 23 · Entraîneur · Steve Bates |  |  |  | France -20 · Titulaires · 15 Clément Laporte · 14 Lucas Tauzin · 13 Pierre-Louis Barassi · 12 Romain Ntamack 41e · 11 Maxime Marty 78e · 10 Louis Carbonel · 9 Arthur Coville 69e · 8 Jordan Joseph 75e · 7 Cameron Woki · 6 Antonin Berruyer · 5 Killian Geraci 73e · 4 Thomas Lavault · 3 Demba Bamba 64e · 2 Guillaume Marchand 61e · 1 Jean-Baptiste Gros 57e · Remplaçants · 16 Maxime Lamothe 61e · 17 Ugo Boniface 57e · 18 Daniel Brennan 64e · 19 Pierre-Henri Azagoh 73e · 20 Charlie Francoz 75e · 21 Jules Gimbert 69e · 22 Adrien Séguret 41e · 23 Arthur Vincent 78e · Entraîneur · Sébastien Piqueronies |

#### Classement final
| Rang | Équipe                   |
| ---- | ------------------------ |
| 1    | France -20               |
| 2    | Angleterre -20           |
| 3    | Afrique du Sud -20       |
| 4    | Nouvelle-Zélande -20 (T) |
| 5    | Australie -20            |
| 6    | Argentine -20            |
| 7    | Pays de Galles -20       |
| 8    | Italie -20               |
| 9    | Géorgie -20              |
| 10   | Écosse -20               |
| 11   | Irlande -20              |
| 12   | Japon -20                |

|  | Relégué en Trophée mondial de rugby à XV des moins de 20 ans |

## Statistiques
Statistiques des joueurs pour le championnat 2018 :
| Pos | Joueur               | Points |
| --- | -------------------- | ------ |
| 1   | Louis Carbonel       | 60     |
| 2   | Harry Plummer        | 53     |
| 3   | Cai Evans            | 46     |
| 4   | Harry Byrne          | 42     |
| 5   | Charlie Chapman (en) | 38     |
| 5   | Marcus Smith         | 38     |
| 5   | Ryan Lonergan (en)   | 38     |
| 8   | Gela Aprasidze       | 30     |
| 8   | Giovanni D'Onofrio   | 30     |
| 8   | Wandisile Simelane   | 30     |

| Pos | joueur                | Essais |
| --- | --------------------- | ------ |
| 1   | Giovanni D'Onofrio    | 6      |
| 1   | Wandisile Simelane    | 6      |
| 3   | Jordan Olowofela (en) | 5      |
| 4   | Halatoa Vailea        | 4      |
| 4   | Jamie Spowart (en)    | 4      |
| 6   | 14 joueurs            | 3      |